# Chigwell Brook
Der Chigwell Brook ist ein Wasserlauf in Chigwell, Essex. Der Chigwell Brook besteht aus insgesamt drei Armen. Der längste Arm entsteht am östlichen Rand von Chigwell (Quelle: 51° 37′ 25″ N, 0° 5′ 28″ O) und fließt in westlicher Richtung. In diesen Arm mündet (Mündung: 51° 37′ 13″ N, 0° 5′ 1″ O) in Chigwell ein weiterer, der südlich des Ortes entspringt (Quelle: 51° 37′ 9″ N, 0° 5′ 23″ O). Ein dritter Arm der im Südwesten des Ortes entsteht (Quelle: 51° 36′ 51″ N, 0° 4′ 9″ O) mündet (Mündung: 51° 37′ 5″ N, 0° 3′ 58″ O) am westlichen Rand von Chigwell in den Wasserlauf, der dann den M11 motorway unterquert und westlich davon in den River Roding mündet.
- Karte mit allen Koordinaten:
- OSM |
- WikiMap